# Fort Ia w Poznaniu
Fort Ia (Boyen, Krzysztofa Arciszewskiego) (oryg. Zwischenwerk Ia) – jeden z 18 fortów wchodzących w skład Twierdzy Poznań. Znajduje się na Starołęce przy ulicy Warownej.

## Historia
Zbudowany został w latach 1887–1890, w drugim etapie budowy twierdzy fortowej. W 1902, po zniesieniu pierścienia twierdzy poligonalnej, fort otrzymał nazwę Boyen (nazwę tę nosił wcześniej kawalier I Boyen), na cześć generała Hermanna von Boyena. W 1931 zmieniono patronów na polskich, Fort Ia otrzymał imię Krzysztofa Arciszewskiego.
W 1945, podczas bitwy o Poznań, 1083 pułk piechoty próbował zdobyć fort nacierając z południa od strony rozwidlenia linii kolejowej. Fort został zdobyty 3 lutego 1945, kilkanaście godzin po zdobyciu Fortu I.
Teren fortu wchodzi w skład obszaru Natura 2000 (obszar specjalnej ochrony SOO „Fortyfikacje w Poznaniu”, symbol PLH300005), utworzonego dla ochrony nietoperzy.

## Lokalizacja i konstrukcja

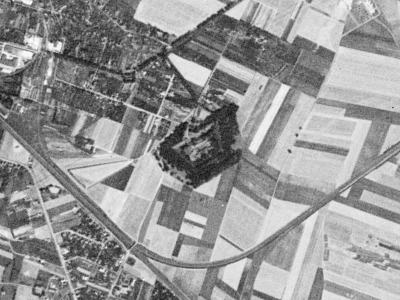
Zdjęcie satelitarne fortu (1965).

Dojazd zapewniała droga forteczna (ul. Warowna) i droga rokadowa (ul. Forteczna).
Fort zbudowany jest na planie trapezu. Na wale 5 trawersów. Komunikację z kaponierami zapewniały korytarze w przeciwskarpie. Ściany zewnętrzne fortu są oblicowane jasnymi i ciemnymi cegłami przez co obiekt ma, niespotykany w innych obiektach Twierdzy Poznań, wygląd. Z powodu przerwania kanału odwadniającego fosy częściowo zalane są wodą.
Do grudnia 2002 roku był zachowany dom wałmistrza za zapolu fortu, jednakże z uwagi na bardzo zły stan techniczny podjęto decyzję o rozbiórce.

### Przebudowy
W latach 1913–1914 dokonano nielicznych modernizacji polegających na przemurowaniu niektórych okien i wejść oraz wstawieniu w ich miejsce nowych drzwi. Na przeciwskarpie oraz przy wjeździe do fortu zbudowano po dwa małe betonowe schrony. 
Podczas II wojny światowej obiekt był wykorzystywany jako magazyn.

## Przyroda
Na terenie fortu występują takie gatunki jak: nocek duży (Myotis myotis), nocek rudy (Myotis daubentonii), nocek Natterera (Myotis nattereri), mroczek późny (Eptescius serotinus), gacek szary (Plecotus austriacus), gacek brunatny (Plecotus auritus), mopek zachodni (Barbastella barbastellus). Łącznie zimuje tu od kilkudziesięciu do ponad 110 nietoperzy, co czyni ten obiekt zimowiskiem o znaczeniu ponadregionalnym. Zwiedzanie pomieszczeń tego fortu w okresie od połowy września do połowy kwietnia może powodować niepokojenie nietoperzy i zmniejszać ich szanse na dotrwanie do wiosny - stanowiłoby więc naruszenie prawa ochrony przyrody.